# Rodney Hilton
Rodney Hilton  (17 novembre 1916 - 7 juin 2002) est un historien britannique spécialisé dans la période de transition entre le féodalisme et le capitalisme durant le Moyen Âge tardif.
Né à Middleton au Royaume-Uni, il fait ses études supérieures au Balliol College de l'université d'Oxford. Il est membre du Groupe d'historiens du Parti communiste de Grande-Bretagne jusqu'en 1956. Il enseigne pendant 36 ans à l'université de Birmingham. Ces travaux sont conservés dans les Collections spéciales de l'université de Birmingham.

## Ouvrages
- The Economic Development of some Leicestershire Estates in the 14th & 15th Centuries (1947)
- Communism and Liberty (1950)
- The English Rising of 1381 (1950) (avec H. Fagan)
- A Medieval Society: the West Midlands at the end of the thirteenth century (1966)
- The Decline of Serfdom in Medieval England (1969)
- Bond Men Made Free: medieval peasant movements and the English rising of 1381 (1973)
- The English Peasantry in the Later Middle Ages (1975)
- Peasants, Knights, and Heretics: studies in medieval English social history (editor) (1976)
- The Transition from Feudalism to Capitalism (1976)
- Class Conflict and the Crisis of Feudalism (1983)
- The Change beyond the Change: a dream of John Ball (1990)
- English and French Towns in Feudal Society: a comparative study (1992)
- Power and Jurisdiction in Medieval England (1992)